# Cebrio poupillieri
Cebrio poupillieri is een keversoort uit de familie Cebrionidae. De wetenschappelijke naam van de soort is voor het eerst geldig gepubliceerd in 1874 door Chevrolat.